# Mount Landolt
Mount Landolt är ett berg i Antarktis. Det ligger i Västantarktis. Chile gör anspråk på området. Toppen på Mount Landolt är 2 280 meter över havet, eller 765 meter över den omgivande terrängen. Bredden vid basen är 2,6 km.
Terrängen runt Mount Landolt är bergig västerut, men österut är den kuperad. Trakten är obefolkad. Det finns inga samhällen i närheten.